# Bartosz (Mazovie)
Bartosz  [ˈbartɔʂ] est un village polonais de la gmina de Sokołów Podlaski dans le powiat de Sokołów et dans la voïvodie de Mazovie, au centre-est de la Pologne.
Il est situé à environ 3 kilomètres au sud-ouest de Sokołów Podlaski et à 86 kilomètres à l'est de Varsovie.
Sa population compte 40 habitants en 2006.